# Ільїнський Федір Григорович
Федір Григорович Ільїнський (4 травня 1897, місто Романов-Борисоглєбск Ярославської губернії, тепер місто Тутаєв Ярославської області, Російська Федерація — 1 червня 1967, місто Кишинів, тепер Молдова) — радянський молдавський діяч, заступник голови Ради міністрів Молдавської РСР. Кандидат у члени ЦК КП Молдавії в 1949—1952 роках. Депутат Верховної ради Молдавської РСР 1—3-го скликань.

## Життєпис
Народився в родині робітника-будівельника. Трудову діяльність розпочав із чотирнадцятирічного віку.
З жовтня 1918 по 1933 рік служив у Червоній армії. Брав участь у громадянській війні в Росії, воював на Південному та Західному фронтах. Пройшов шлях від рядового солдата до полкового військового комісара.
Член РКП(б) з 1920 року.
У 1933—1935 роках — начальник політичного відділу Воронковської машинно-тракторної станції (МТС) Рибницького району Молдавської АРСР.
У 1935—1938 роках — секретар районного комітету КП(б)У в Молдавській АРСР.
У 1938—1940 роках — заступник голови Ради народних комісарів Молдавської АРСР. У 1940—1941 роках — заступник голови Ради народних комісарів Молдавської РСР.
З вересня 1941 по 1943 рік — в Червоній армії, учасник німецько-радянської війни. Із вересня 1942 року служив заступником із політичної частини начальника управління тилу 58-ї армії Північно-Кавказького фронту, потім перебував на політичній роботі в інтендантському управлінні Прибалтійського фронту.
У 1944 — 4 вересня 1953 року — заступник голови Ради народних комісарів (з 1946 року — Ради міністрів) Молдавської РСР.
У 1953—1957 роках — на відповідальній роботі в системі Міністерства сільського господарства Молдавської РСР.
З 1957 року — персональний пенсіонер у Кишиневі.
Помер 1 червня 1967 року в місті Кишиневі.

## Звання
- підполковник

## Нагороди
- орден Леніна
- два ордени Червоної Зірки (30.04.1943, 3.11.1944)
- медаль «За оборону Кавказу» (1.05.1944)
- медаль «За перемогу над Німеччиною у Великій Вітчизняній війні 1941—1945 рр.» (1945)
- медаль «За доблесну працю у Великій Вітчизняній війні 1941—1945 рр.» (1945)
- Золота медаль Всесоюзної сільськогосподарської виставки (1939)
- медалі